# After Life (série télévisée, 2019)
Pour les articles homonymes, voir After Life.
After Life ou La Vie après la mort au Québec, est une série télévisée comique et dramatique britannique créée et produite par Ricky Gervais. La première saison, diffusée sur Netflix, sort sur la plateforme de vidéo à la demande le 8 mars 2019. Le 3 avril 2019, Netflix annonce la production d'une deuxième saison. La troisième et dernière saison est disponible sur Netflix depuis le 14 janvier 2022.

## Synopsis
La série suit Tony, dont la vie change radicalement après que sa femme meurt d'un cancer du sein. Il pense au suicide, mais décide plutôt de punir le monde pour la mort de sa femme en disant et faisant tout ce qu'il veut. Bien qu'il pense que c'est son « superpouvoir », son plan est mis à l'épreuve quand son entourage décide de faire de lui une meilleure personne.

## Distribution
- Ricky Gervais (VF : Christophe Lemoine) : Tony Johnson, journaliste au Tambury Gazette
- Tom Basden (en) (VF : Pierre Tessier) : Matt, beau-frère de Tony et patron du Tambury Gazette
- Tony Way (en) (VF : Xavier Fagnon) : Lenny, photographe au Tambury Gazette
- Diane Morgan (VF : Karine Foviau) : Kath
- Mandeep Dhillon (en) (VF : Marie-Eugénie Maréchal) : Sandy
- Ashley Jensen (VF : Julie Dumas) : Emma
- David Bradley (VF : Michel Bedetti) : Ray Johnson, père de Tony
- Kerry Godliman (en) (VF : Virginie Ledieu) : Lisa Johnson, la femme décédée de Tony
- Paul Kaye (VF : Michel Dodane) : psychiatre de Tony
- Tim Plester (en) (VF : Thierry Ragueneau) : Julian Kane
- Joe Wilkinson (VF : Laurent Morteau) : facteur Pat
- Tommy Finnegan (VF : Clara Soares) : George, neveu de Tony
- Thomas Bastable (VF : Catherine Desplaces) : Robbie, un copain de classe de George
- Penelope Wilton (VF : Marie-Martine) : Anne
- David Earl (VF : Jérôme Pauwels) : Brian
- Jo Hartley (VF : Danièle Douet) : June, petite amie de Lenny
- Roisin Conaty (en) (VF : Annie Milon) : Daphne, alias « Roxy »
- Antilly[3] : Brandy, le chien de Tony et Lisa

- Version française
  - Studio de doublage : Deluxe Media Paris
  - Direction artistique / Adaptation : Marc Bacon

 Source et légende : version française (VF) sur RS Doublage

## Épisodes
| Saison | Saison | Épisodes | Diffusion originale |
| ------ | ------ | -------- | ------------------- |
|        | 1      | 6        | 8 mars 2019         |
|        | 2      | 6        | 24 avril 2020       |
|        | 3      | 6        | 14 janvier 2022     |

### Première saison (2019)
1. Épisode 1
2. Épisode 2
3. Épisode 3
4. Épisode 4
5. Épisode 5
6. Épisode 6

### Deuxième saison (2020)
1. Épisode 1
2. Épisode 2
3. Épisode 3
4. Épisode 4
5. Épisode 5
6. Épisode 6

### Troisième saison (2022)
1. Épisode 1
2. Épisode 2
3. Épisode 3
4. Épisode 4
5. Épisode 5
6. Épisode 6